# تخیه‌تاش
تخیه‌تاش (به ازبکی: Taxiatosh، تخیه‌تاش)(به قره‌قالپاقی: Taqıyatas، تاقىُیاتاس) شهری در قره‌قالپاقستان کشور ازبکستان است که در سرشماری سال ۲۰۱۰ میلادی، ۶۲٬۴۲۸ نفر جمعیت داشته است.